# (19826) Patwalker
(19826) Patwalker (2000 SX192) – planetoida z pasa głównego asteroid okrążająca Słońce w ciągu 5,41 lat w średniej odległości 3,08 j.a. Odkryta 24 września 2000 roku.